# Louis Claude Marie Richard
Louis-Claude Marie Richard (Versailles, 4 ottobre 1754 – Parigi, 7 giugno 1821) è stato un botanico francese.
Anche suo figlio Achille Richard fu un importante botanico.

## Opere
- Démonstrations botaniques ou analyse du fruit (1808)
- De Orchideis Europaeis Annotationes (1817)
- Commentatio botanica de Conifereis et Cycadeis (1826)
- De Musaceis comentatio botanica sistens characteres hujusce familiae generum (1831)